# Айвън Кинкелоу
Айвън Карл Кинкелоу (на английски: Iven Carl "Kinch" Kincheloe, Jr.) е американски тест пилот и герой от войната в Корея. Един от първите американци, избрани за космически полети, и участник в Програмата X-15. Наричан е "Космически човек №1 на Америка".

## Биография
Кинкелоу е роден на 2 юли 1928 г. в Детройт, Мичиган. Завършил е аерокосмическо инженерство в Университета Пардю, Индиана през 1949 г. Още същата година постъпва в USAF и започва обучение за боен пилот.

## Военна кариера
След завършване на курса на обучение, Кинкелоу започва работа в авиобазата Едуардс, Калифорния, като тест пилот на новия реактивен изтребител F-86. За демонстрирани изключителни умения е произведен предсрочно в чин старши лейтенант. През септември 1951 г. заминава за Корея. По време на бойните действия там извършва 30 бойни полета на самолет F-80s и още 101 на новия F-86. По време на тези полети влиза в групата на американските „асове“, извоювайки пет въздушни победи над руските МиГ-15. Повишен в чин капитан и награден със Сребърна звезда, Кинкелоу напуска USAF през май 1952 г. и става експериментален тест пилот. На 7 септември 1956 г. лети с Bell X-2 и поставя в един полет (нещо много рядко) два световни рекорда: става първият човек в света, преминал границите на 2000 мили в час (3200 км/час) и височина над 35000 м. (38500 м.). Именно в този ден се ражда прякорът му "Космически човек №1 на Америка".

## В Програмата Х-15
Неговите блестящи умения му гарантират място в започващата програма X-15. На 25 юни 1958 г. е един от първите трима в селекцията за астронавти на USAF, т. нар. „1958 USAF Man In Space Soonest group“. За зла участ, на следващия месец, Айвън Кинкелоу загива нелепо при изпитателен полет с реактивен изтребител F-104 Starfighter. Погребан е в Националното военно гробище Арлингтън.

## Награди
- Кръст за заслуги на ВВС;
- Сребърна звезда.

През 1992 г. Айвън Кинкелоу е приет (посмъртно) в Аерокосмическата Зала на славата, а през 2011 г. – в Националната Зала на славата.